# Saprissa de Corazón JVC
Il Saprissa de Corazón JVC è un club calcistico costaricano.

## Storia
Il Deportivo Saprissa, club della Costa Rica, ottenne una franchigia per partecipare alla Liga de Ascenso (seconda serie nazionale) allo scopo di far crescere calcisticamente giocatori giovani da integrare nel club morado e della Selezione Nazionale: si tratta del Saprissa de Corazón JVC. Questa franchigia è stata amministrata da varie squadre, dal 1992 la franchigia era proprietà dell'AD Ramonense, nel 1999 i ramonenses cedettero la franchigia in prestito a La Fortuna di San Carlos e in seguito alla squadra Alfaro Ruiz. L'anno seguente (2001) la Ramonense vendette questa franchigia al Fusión Tibás.
Nel 2005 la squadra il Fusión venne rilevato dal Saprissa de Corazón.
I morados, allenati da Vladimir Quesada debuttarono il 20 agosto 2005 nello stadio Ricardo Saprissa, e in quell'incontro sconfissero per 5-1 il club del Puntarenas.
Nel Saprissa de Corazón JVC i giocatori Daniel Arce e Jozimar Ried con una sola stagione nella Liga de Ascenso furono promossi alla massima categoria. Ma anche la squadra del Santos de Guápiles ha beneficato di questo processo, poiché Krasher Mooke, Cristian Carrillo e Johnny Acosta passarono dal Saprissa de Corazón alla squadra guapileña.

## Membri della Giunta Direttiva
Vicepresidente: Mariano Varela
Direttore Amministrativo: Carlos Cortinas de la Fuente
Direzione Divisioni Minori: Enrique Rivers Gutiérres

## Rosa 2008-2009
| N. |                       | Ruolo | Calciatore                  |
| -- | --------------------- | ----- | --------------------------- |
|    | Costa Rica (bandiera) | P     | Anthony Velasquez Chavarria |
|    | Costa Rica (bandiera) | P     | Jorge Poltronieri Calvo     |
|    | Costa Rica (bandiera) | C     | Mauricio Castillo Contreras |
|    | Costa Rica (bandiera) | C     | Alejandro Calderón Trejos   |
|    | Costa Rica (bandiera) | A     | José Castro Delgado         |
|    | Costa Rica (bandiera) | A     | Daniel Colimbres Solera     |
|    | Costa Rica (bandiera) | D     | Diego Solano González       |

| N. |                       | Ruolo | Calciatore               |
| -- | --------------------- | ----- | ------------------------ |
|    | Costa Rica (bandiera) | P     | Lucas Arrospide Dames    |
|    | Costa Rica (bandiera) | A     | David Guzmán Pérez       |
|    | Costa Rica (bandiera) | C     | Juan Monge Solano        |
|    | Costa Rica (bandiera) | D     | Kevin Villalta Castro    |
|    | Costa Rica (bandiera) | D     | Ariel Rodriguez Araya    |
|    | Costa Rica (bandiera) |       | Alejandro Castro Salazar |

### Staff Tecnico
Direttore Tecnico: Roy Myers Francis
Assistente Tecnico: Marco Herrera Marín
Preparatore Fisico: Erick Sánchez Alvarado
Massaggiatore: Alvaro Sanchez Guzmán
Utilero: Ronny Madriz Castro